# Lambert Swerts
Lambert Swerts (Hasselt, 13 april 1907 – Antwerpen, 21 juli 1980) was een Belgisch schrijver, publicist, journalist, dichter, verteller, biograaf en criticus.
Hij maakte naam met zijn vroege romans over de Limburgse zware industrie. Hij schreef ook enkele studies over Limburgse schrijvers en was verder zeer bedrijvig als promotor van het cultureel leven in zijn provincie.

## Levensloop
Swerts werd geboren als zoon van een marmerbewerker, in een gezin met acht kinderen. Hij volgde lagere school in Hasselt en middelbare school in Chaumont.
Hij werkte eerst als kassier bij de Kredietbank (1923-1935). In 1935 werd hij journalist bij Het Belang van Limburg.
In 1938 viel hij zonder werk en in 1940 werd hij benoemd tot beambte-vertaler bij het provinciaal bestuur van Limburg. De benoeming gebeurde onder de bevoegdheid van de interim-gouverneur Gerard Romsee. In september 1940 werd hij kabinetssecretaris van Romsée en van diens opvolger Jozef Lysens. Bij die gelegenheid werd hij lid van het VNV. Hij publiceerde in 1943 de brochure Limburgse Galerij in Vlaanderen, over gesneuvelde Oostfrontsoldaten. Hij werkte mee aan Volk en Staat, aan de pro-Duitse krant Limburgse Koerier in Maastricht en aan De Toekomst, het Limburgse weekblad van het VNV. Van dit laatste was hij medeoprichter en redactielid.
Hij werkte op cultureel gebied nauw samen met Theo Brouns, kabinetschef van de gouverneur. Hij moest zich dan ook na de oorlog voor de rechtbanken verantwoorden.
De krijgsraad van Hasselt veroordeelde hem tot levenslange hechtenis en 250.000 frank schadevergoeding aan de staat. Het Krijgshof in Luik herleidde de straf tot 15 jaar hechtenis en 125.000 frank. In 1950 kwam hij vrij en werd zijn straf tot zes jaar herleid. Op 4 juli 1961 werd hij in zijn burgerrechten hersteld.
De vrijgekomen Swerts werkte eerst voor een uitgeversbedrijf. Het was ook de tijd dat hij stationsromannetjes schreef, grotendeels vertalingen van Franse gelijkaardige werkjes, die hij publiceerde onder zijn pseudoniem  L.M. d’Osterwijers. Van 1955 tot 1959 was hij hoofdredacteur van Ultramare, een agentschap voor nieuws uit de katholieke missiegebieden. Vervolgens werd hij redactiesecretaris van Kerk en Leven in Antwerpen en bleef dit tot aan zijn pensionering.
In 1974 was hij ook hoofdredacteur van Schuim en van het blad Eigen aard. Hij werkte mee aan het in ere houden van de nagedachtenis aan Theo Brouns en van Simon Lindekens, gouwleider van het VNV in Limburg (1942-1944). In 1951 werkte hij mee aan de publicatie van een gedeelte van het gevangenisdagboek van Brouns en in 1969 aan de integrale publicatie ervan. In 1976 schreef hij een korte biografie van de in 1946 gefusilleerde Lindekens.
Na zijn dood werd hij begraven op de parkbegraafplaats Schoonselhof. Een uitgebreide collectie brieven en handschriften van hem wordt bewaard in het Antwerpse Letterenhuis. Zijn bibliotheek wordt bewaard in de Erfgoedbibliotheek Hendrik Conscience.

## Organisaties
- In 1928 stichtte hij in Hasselt de Vlaams-nationale studiekring Voor Altaar en Haard en onder dezelfde naam, het maandblad van de Limburgse Vlaams-Nationale Wachten.
- In 1932 stichtte hij het Alfons Jeurissen-comité, als groepering van in Hasselt wonende schrijvers. Hij zorgde er tevens voor dat een gedenksteen voor Alfons Jeurissen werd opgericht.
- In 1936 werd hij medestichter van de Vereniging van Limburgse schrijvers.
- In 1976 stichtte hij opnieuw, met enkele Limburgse vrienden, de Vereniging van Limburgse Auteurs, waarvan hij voorzitter werd.

## Publicaties
In zijn aanvangsperiode beschreef Swerts de intrede van de industrie in Limburg. Getuige daarvan zijn romans Baltus en Matthias. Geëngageerd en via gespierde taal vroeg hij aandacht voor het door de mijnindustrie veranderende Limburg. Daarnaast had hij een levendige belangstelling voor de literaire activiteit in het Limburgse. De belangstelling in de mens en zijn bestemming was bij hem steeds aanwezig.
Hij schreef talrijke bijdragen in Het Aankondigingsblad, Het Belang van Limburg, Limburg, De Toekomst, Druk-Snoer, Kruis en Liefde, De Vlam, Pittem-Missie, Kerkelijk Leven, Ontmoetingen, Gazette van Detroit, De Druivelaar, Franciscusbode enz. Swerts deed ook radiowerk en schreef talrijke liederen en gelegenheidswerk.
Swerts publiceerde onder verschillende pseudoniemen: L.M. d’Osterwijers, A. Augusteijnen, Reporter, Sante kwante, L.R. Swembaers en Goekwaed. Hij gebruikte de schuilnamen voornamelijk in de jaren na de Tweede Wereldoorlog toen hem, als onderdeel van de straf wegen collaboratie, publicatieverbod was opgelegd.
- 1919: De Jodin, een kinderlijke verhaal van de bekering van de Jodin Francisca Van Leer, geschreven toen Swerts twaalf was.
- 1930: De Laatste Weerwolf, Kempisch verhaal, Drukkerij George Michiels, Tongeren.
- 1930:	De Schoone Moed. Kempisch verhaal voor de jeugd gebaseerd op een historisch feit omtrent het kasteel van Mombeek.
- 1934: De haardvriend, Drukkerij George Michiels, Tongeren.
- 1930: Nelis Luyt, humoristisch verhaal omtrent een stadstype, Borgerhout, Vlaamsche Geluiden.
- 1931:	De Familie Petot, humoristisch verhaal over stadstypen, Borgerhout, Vlaamse Geluiden.
- 1933	Matthias, sociale roman, Uitg. 't Pardoent, Hasselt.
- 1933	Alfons Jeurissen, monografie, Turnhout, Van Mierlo-Proost, & Hasselt: Uitg. Jeurissen-Comité.
- 1935:	Letterkunde in Limburg, studie, Herentals, Onze Kempen.
- 1937: Limburgse schrijvers, studie, 54 bio-bibliografieën van Limburgers, Hasselt, Vereniging van Limburgse schrijvers.
- 1937:	Baltus, sociale roman over de Limburgse mijnstreek, Turnhout,  Uitgeverij J. Van Mierlo-Proost.
- 1937:	Bergopwaarts, reisrelaas over Zwitserland.	Maaseik, Uitgeverij Van Der Donck-Robyns.
- 1937:	Wat is zwemmen ?, propagandabrochure, uitgave Koninklijke Hasseltse Zwemvereniging.
- 1938:	Lenin, politieke biografie, Hasselt, Pekano-kring.
- 1938: De geheimen der aarde, een bezoek aan de Limburgse ondergrond in Eisden, in: Het Belang van Limburg.
- 1939: Gestalten, 13 studies over Kempische schrijvers, Tongeren, G. Michiels-Broeders.
- 1939: Londen hart der steden, reisreportage, Tongeren, G. Michiels–Broeders.
- 1940: Ellipsen, novellen, Tongeren, G. Michiels-Broeders.
- 1941: Ergens in Europa…, de vlucht naar Frankrijk in 1940 van het gezin Swerts, Tongeren, G. Michiels-Broeders.
- 1941: Dat oude land, studies, Tongeren, G. Michiels–Broeders.
- 1942: Mizerie op tafel, lezing, Tongeren, G. Michiels-Broeders.
- 1942:	Hier ben ik !, uitgave NSJV, Tongeren.
- 1942:	De bekering van Sint Lempes, verhaal in de verhalenbundel: Bloei, Een en twintig verhalen van Vlaamsche schrijvers, Diest, Pro Arte.
- 1943: Limburgse galerij in Vlaanderens Heldentempel, necrologie van Limburgers gesneuveld aan het Oostfront, Antwerpen, Volk en Staat.
- 1944: De minnezinger Gods Hilarion Thans, literaire biografie, Mechelen, Sint Franciscusdrukkerij.
- 1949:	Marc en Magda, roman, Turnhout, J. Van Mierlo-Proost.
- 1949: De kruisweg vertaling van 'Le chemin de Croix' door Paul Claudel, Izegem, Strobbe.
- 1951: Geld of Liefde, roman naar Ponson du Terrail, Antwerpen, uitg. Distrigo.
- 1951: Avanti !, een fietstocht naar Rome, Mechelen, Sint Franciscusdrukkerij.
- 1951: Theo Brouns, inleiding bij fragmenten uit zijn dagboek, Brussel, Brederode.
- 1952: En daarna?, verhalen, Antwerpen, 't Groeit.
- 1952: Celkoorts, gedichten, Izegem, Strobbe.
- 1952: Magda, roman, naar Xavier de Montépin, Antwerpen, uitg. Distrigo.
- 1953: De Ware Jacob, novelle gebaseerd op het leven van pater Damiaan De Veuster, Antwerpen-Tilburg, uitg. P. Vink.
- 1953: De levende talisman. novelle, gebaseerd op het leven van de Spaanse schilder Ribeira, Antwerpen-Tilburg, uitg. P. Vink.
- 1953: Peter van Doorland, novelle, gebaseerd op het leven van “Elckerlyc”, Antwerpen-Tilburg, N.V. Uitgeverij P. Vink.
- 1953: De wrede beproeving.vertaling van werk van N. Belina Podgaetski, Brugge, Franciscaanse Standaard.
- 1953: De straatzangers, roman, naar Xavier de Montépin, Antwerpen, uitg. Distrigo.
- 1953: Ontaarden, roman naar Emile Richebourg, Antwerpen, uitg. Distrigo.
- 1953: De Bastaard, roman, naar Emile Richebourg, Antwerpen, uitg. Distrigo.
- 1953: De Verstotelinge, naar Emile Richebourg, Antwerpen, uitg. Distrigo.
- 1954: De Bedelgravin, roman, nieuw bewerkt naar Jan Van Brabant, Antwerpen, uitg. Distrigo.
- 1954: Geheime Liefde, roman, Antwerpen, uitg. Distrigo.
- 1954: Een blik op de zeventig jaren van pater Hilarion Thans, Mechelen, Sint-Franciscusdrukkerij.
- 1954: Geheime liefde, roman, Antwerpen, uitg. Distrigo.
- 1955: Odette het weesmeisje, roman, Antwerpen, uitg.  Distrigo.
- 1955:	De Mallemolen, novellen, Mechelen, Sint-Franciskusdrukkerij.
- 1955:	Het drama van Jerusalempassiespel, Izegem, Drukkerij Strobbe.
- 1956:	Bloed en goud, de kerkvervolgingen in Mexico, Mechelen Sint-Franciscusdrukkerij.
- 1958: Kruispunten, reisverhalen over zeven Europese steden, Izegem, Strobbe.
- 1958: De lelie en de distel, roman, Leuven, Davidsfonds.
- 1959:	Zuilen, opstellen, Izegem, Strobbe.
- 1960: …en het vuur brandde ! Geschiedenis van de Broeders Maristen in China, Genval, Uitgeverij Maria-Middelares.
- 1960: Spiegelpaleis, 100 biografische schetsen van wereldberoemdheden, Mechelen, Sint Franciscusdrukkerij.
- 1961:	De kleine horlepijp, poëzie, Izegem, Strobbe.
- 1962: St. Lukas patroon van grafici, Antwerpen, Uitgeverij Kengele.
- 1962: Het proces Jezus van Nazareth in reportage-stijl, Antwerpen, Halewijn.
- 1962:	Reuzen sterven niet, novelle, Borgerhout, 't Fonteintje.
- 1962:	De lijkwade van Turijn, St. Katelijne-Waver, Uitg. Passionisten.
- 1963: Tante Nonneke, novelle, Antwerpen, Halewijn.
- 1964: Pover pogen, artikels in het tijdschrift Ontmoetingen van 1959 tot 1964, bundeling Christelijke pastoraaltheologie.
- 1966:	Limburgse ogen bekeken Amerika, essay, Hasselt, De Tijdspiegel.
- 1967: Lod. Lavki, mens en werk, monografie, Antwerpen, VTB.
- 1968:	De poes, roman, Gazet van Antwerpen.
- 1968: De Virga Jesse van Hasselt: van plaatselijk tot wereldwijd. Antwerpen, VTB.
- 1968: Drie Eeuwen Leven, familiegeschiedenis, Izegem, Strobbe.
- 1969: Van boeren tot burgers, familiegeschiedenis, Izegem, Strobbe.
- 1969: Kleine heide sage, familiegeschiedenis, Izegem, Strobbe.
- 1969: Gisteren worde morgen, genealogie, heraldiek, Berchem-Antwerpen.
- 1969: Swertsiana, genealogische biografie van naamdragers, Izegem, Strobbe.
- 1969: Dagboek van een zwarte tijd. Repressiejaren 1944/1950, volledige uitgave van het dagboek van Theo Brouns, Antwerpen, De Nederlandse Boekhandel.
- 1970: Het aards paradijs, verhalen over Griekenland, Amerika en Guatemala, Berchem-Antwerpen.
- 1970:	De idealist Willem De Meyer, in: Willem De Meyerhuldeboek, Antwerpen, De Meyercomité.
- 1972: Voor Gutenberg was Lukas, Izegem, Strobbe.
- 1972: Late romance, verzen, Izegem, Strobbe.
- 1973:	De dierenriem, verzen, Izegem, Strobbe.
- 1974: Armand Preud'homme huldeboek.
- 1974:	Onvoltooide symfonie, verhalen, Izegem, Strobbe.
- 1975: Aforismen, Izegem, Strobbe.
- 1976: Recht op geluk, Izegem, Strobbe.
- 1977: Minus van Looi, Antwerpen, VTB.
- 1978:	Spiegeltje, levensschetsen, Antwerpen, Reeks De Boekweitserie.
- 1979: Papieren vogels, opstellen, Opglabbeek.
- 1981:	Limburgs letterkundig lexicon in topologische volgorde, Herk-de-Stad, Mikron (postuum)

## Luisterspelen
Vooral in 1938-1939 schreef hij talrijke luisterspelen, biografieën of verhalen voor het N.I.R., o.m. 
- Noorwegen, vertaald naar Ralph Oxnevatt.
- Denemarken, vertaald naar Margot Brill-Rördam.
- De dwingeland, vertaald naar Jules Romains.
- Zilveren bruiloft, vertaald naar Fritz Rosenfeld.
- Albrecht Rodenbach, zijn leven zijn werk.
- August Cuppens, zijn leven zijn werk.
- Hilarion Thans, zijn leven zijn werk.
- Op de vlakte, naar Alfons Jeurissen.
- De Maas langs Limburg.

In 1962 voegde hij daar nog aan toe:
- De Prijs van het Licht – uitgezonden door de BRT op 26 juni 1962 onder regie van Robert Maes. Diane de Goey vertolkte de rol van de heldin. In juli 1968 werd het bekroond met de Vlaanderenprijs en opgenomen in nr. 100, 1968, van het tijdschrift Vlaanderen.

## Eerbetoon
- Letterkundige prijs van Brabant voor de roman Matthias
- Van Veldekeprijs voor de roman Baltus
- Vlaanderenprijs voor het hoorspel De Prijs van het Licht